# Механіко-математичний факультет Київського національного університету імені Тараса Шевченка
Механіко-математичний факультет Київського національного університету імені Тараса Шевченка створено в 1940 році при реорганізації фізико-математичного факультету.
Має 8 кафедр (алгебри і комп'ютерної математики, загальної математики, інтегральних та диференціальних рівнянь, комп'ютерних методів механіки і процесів керування, математичного аналізу, математичної фізики, теоретичної та прикладної механіки, теорії ймовірностей, статистики та актуарної математики), 1 навчальна та 2 науково-дослідні лабораторії, інформаційно-обчислювальний сектор. На факультеті на постійній основі працює 1 академік НАНУ, 3 член-кореспонденти НАНУ, 21 професор, 37 доцентів та 12 асистентів.

## Історія
Науково-освітня діяльність у галузі математики й механіки розпочалася в Київському університеті від його заснування у 1834 році.
Першими професорами математики Київського університету були С. С. Вижевський, Г. В. Гречина, О. М. Тихомандрицький, М. А. Дяченко, А. А. Дяченко.
Фізико-математичний факультет існував в університеті з 1849 року. У другій половині XIX століття розвиток математики і механіки в університеті відбувався під впливом таких відомих учених, як I. I. Рахманінов, П. Е. Ромер, М. Є. Ващенко-Захарченко, В. П. Єрмаков, Б. Я. Букрєєв, Г. К. Суслов.
Протягом 1920–1933 фізико-математичний факультет знаходився у складі КІНО (Київського інституту народної освіти) та ФХМІ (Фізико-хіміко-математичного інституту). У 20-30 роки XX століття науково-педагогічну діяльність на фізико-математичному факультеті вели академіки АН УРСР Д. О. Граве, М. П. Кравчук, М. М. Крилов, Г. В. Пфейффер, члени-кореспонденти М. Х. Орлов, Ю. Д. Соколов, майбутні академіки М. М. Боголюбов та М. О. Кільчевський.
Механіко-математичний факультет створено в 1940 році при реорганізації фізико-математичного факультету.
Після Другої світової війни (1945–1946) університет повернувся з евакуації і були створені кафедри математичного аналізу, математичної фізики, інтегральних і диференціальних рівнянь, алгебри і теорії ймовірностей, теорії пружності, а згодом — кафедри аерогідромеханіки та теплообміну (1956), алгебри і математичної логіки (1959), теорії ймовірностей та математичної статистики (1962). У 1965 р. на механіко-математичному факультеті було створено кафедру теоретичної кібернетики (завідувач академік В. М. Глушков), а у 1969 році з ініціативи В. М. Глушкова, I. I. Ляшка та I.Т. Швеця в університеті було відкрито перший в Україні факультет кібернетики.
У повоєнний період на факультеті працювали академіки М. М. Боголюбов, О. М. Динник, М. О. Лаврентьєв, О. Ю. Ішлінський, Г. М. Савін, Й. З. Штокало, член-кореспондент В. Є. Дяченко, професори К. Я. Латишева та Г. Є. Шилов.
Значна роль у подальшій розбудові факультету належить академікам В. М. Глушкову, Б. В. Гнєденку, Ю. О. Митропольському, Ю. М. Березанському, А. Д. Коваленку, В. С. Королюку, I. I. Ляшку, А. М. Самойленку, М. О. Перестюку, А. В. Скороходу, I. Т. Швецю, членам-кореспондентам Й. I. Гіхману, В. К. Дзядику, Г. М. Положію, А. Ф. Улітку , М. Й. Ядренку, професорам А. А. Глущенко, С. Т. Завало та Л. А. Калужніну.

## Відомі випускники факультету

### Академіки НАН України (АН УРСР, АН СРСР)
- Ю. М. Березанський (1948) — зав. відділом Інституту математики НАН України;
- В. М. Геєць (1968) — директор Інституту економічного прогнозування НАН України;
- Я. М. Григоренко (1955) — заст. директора Інституту механіки НАН України (1977—1988);
- В. Т. Грінченко (1959) — директор Інституту гідромеханіки НАН України;
- О. М. Гузь (1961) — директор Інституту механіки НАН України;
- Ю. Л. Далецький (1951) — викладав у КПІ;
- О. М. Динник (1899) — працював у Київському університеті, Інституті механіки АН УРСР, АН СРСР.
- Ю. М. Єрмольєв (1959) — зав. відділом Інституту кібернетики НАН України;
- М. О. Кільчевський (1933) — працював у Київському університеті, Інституті механіки АН УРСР;
- I. М. Коваленко (1957) — зав. відділом Інституту кібернетики НАН України;
- В. С. Королюк (1950) — зав. відділом Інституту математики НАН України;
- М. П. Кравчук (1914) — працював в Київському університеті, КПІ, Інституті математики НАН України;
- I. О. Луковський (1959) — зав. відділом Інституту математики НАН України;
- В. Л. Макаров (1963) — зав. відділом Інституту математики НАН України;
- В. С. Михалевич (1952) — працював директором Інституту кібернетики НАН України;
- М. О. Перестюк (1968) — зав. каф. в КНУ;
- Г. В. Пфейффер (1896) — працював в Київському університеті та Інституті математики АН УРСР;
- В. Н. Редько (1959) — працює в КНУ;
- А. М. Самойленко (1960) — директор Інституту математики НАН України;
- I. В. Сергієнко (1959) — директор Інституту кібернетики НАН України;
- А. В. Скороход (1953) — працював в Київському університеті, КПІ, Інституті математики НАН України, останнім часом працював в університеті штату Мічиган, США;
- О. М. Шарковський (1958) — зав. відділом Інституту математики НАН України;
- Ю. М. Шевченко (1951) — зав. відділом Інституту механіки НАН України;
- О. Ю. Шмідт (1913) — працював у Московському університеті та установах АН СРСР;
- Н. З. Шор (1958) — зав. відділом Інституту кібернетики НАН України.

### Члени-кореспонденти НАН України (АН УРСР, АН СРСР)
- В. В. Анісімов (1969) — працював в КНУ, зараз викладає в Туреччині;
- Н. I. Ахієзер (1934) — працював у Фіз.-тех. Інституті низьких температур (Харків);
- Б. М. Бублик (1958) — працював в КНУ, декан факультету кібернетики;
- А. П. Великий (1959) — директор Н.-д. Інституту інформатизації та моделювання економіки;
- Й.I. Гіхман (1959) — працював в Київському та Донецькому університетах;
- С. О. Довгий (1976) — директор компанії Укртелеком, народний депутат України;
- Ю. А. Дрозд (1966) — працював зав. відділом Інституту математики НАН України, зав. каф. в КНУ;
- В. А. Кубенко (1960) — заст. директора Інституту механіки НАН України;
- В.В.Красюк (1995) - заступник Голови Національного агентства з акредитації України, оцінювач Європейської кооперації з акредитації;
- О. А. Летичевський (1957) — зав. відділом Інституту кібернетики НАН України;
- С.I. Ляшко (1977) — зав. каф. в КНУ;
- Т. П. Мар'янович (1956) — заст. директора Інституту кібернетики НАН України;
- М.I. Портенко (1963) — зав. відділом Інституту математики НАН України;
- Ю. М. Савченко (1964) — зав. відділом Інституту гідромеханіки НАН України;
- В. В. Скопецький (1967) — зав. відділом Інституту кібернетики НАН України;
- Ю. Д. Соколов (1921) — працював в Інституті математики АН УРСР;
- О.I. Степанець (1965) — заст. директора Інституту математики НАН України;
- А. О. Стогній (1956) — директор Інституту прикл. інформатики Київміськради;
- А. Ф. Улітко (1957) — професор КНУ;
- П. Ф. Фільчаков (1940) — працював в Інституті математики АН УРСР;
- М. Г. Чеботарьов (1916) — працював в Київському та Казанському університетах,
- I.Я. Штаєрман (1914) — працював в Київському університеті, Інституті математики АН УРСР, викладав у Москві;
- М. О. Шульга (1961) — зав. відділом Інституту механіки НАН України;
- М. Й. Ядренко (1955) — професор КНУ.

## Наукові видання факультету
- Вісник Київського національного університету імені Тараса Шевченка. Серія Математика та механіка